# Illorpaat
Illorpaat [iɬːɔˈpːaːt] (nach alter Rechtschreibung Igdlorpait) ist eine wüst gefallene grönländische Siedlung im Distrikt Nanortalik in der Kommune Kujalleq.

## Lage
Illorpaat liegt an der Nordspitze der Insel Tuttutuuarsuk. Die Meerenge Ikerasak trennt Illorpaat von der Insel Uunartoq. 12 km westlich liegt Alluitsup Paa.

## Geschichte
Illorpaat wurde vor 1850 gegründet und war früher eine Missionsstation der Herrnhuter Brüdergemeine. 1911 wurde Illorpaat Teil der Gemeinde Sydprøven.
1919 hatte Illorpaat 120 Einwohner, die in 21 grönländischen Wohnhäusern lebten. Daneben gab es eine Schulkapelle, die in der früheren herrnhutischen Missionarswohnung eingerichtet war und 101 m² maß. Unter den Bewohnern waren sechzehn Jäger, vier Fischer, ein Katechet, ein Leser und eine Hebamme. Die Bevölkerung lebte vor allem von der Robbenjagd.
1930 hatte der Ort 133 Einwohner. 1931 wurde aber eine neue Schulkapelle erbaut. 1938 wurde eine Salzerei mit Fischhaus errichtet. Illorpaat war eine Siedlung mit florierender Fischerei. 1949 wurde erneut ein Fischhaus errichtet und 1953 eine Hebammenwohnung. 1950 wurde der Wohnplatz in die Gemeinde Nanortalik eingegliedert. 1950 hatte Illorpaat nur noch 75 Einwohner und 1960 ebenso viele, 1970 waren es noch 26 und 1975 noch 4. 1966 hatten drei Schafzüchter in Illorpaat zusammen rund 600 Schafe. Daneben wurde weiterhin etwas Robbenjagd betrieben, während die Dorschfischerei der wichtigste Erwerb war. Die Schule hatte 1968 noch sieben Schüler, wurde aber im Folgejahr geschlossen. Seit 1976 ist Illorpaat verlassen.